# Santaren Channel
Santaren Channel – cieśnina położona w zachodnich Bahamach, na południe od Florydy, pomiędzy ławicą Cay Sal Bank (na zachodzie) a Wielką Ławicą Bahamską (na wschodzie). Łączy Cieśninę Florydzką (na północy) z Kanałem Starobahamskim (na południu). Ma ok. 200 km długości, 65 km szerokości i do 700 m głębokości.